# Felsőjattó
Felsőjattó (szlovákul: Horný Jatov) Tornóc község része Szlovákiában, a Nyitrai kerületben, a Vágsellyei járásban.

## Fekvése
Tornóc központjától 2 km-e keletre fekszik.

## Élővilága

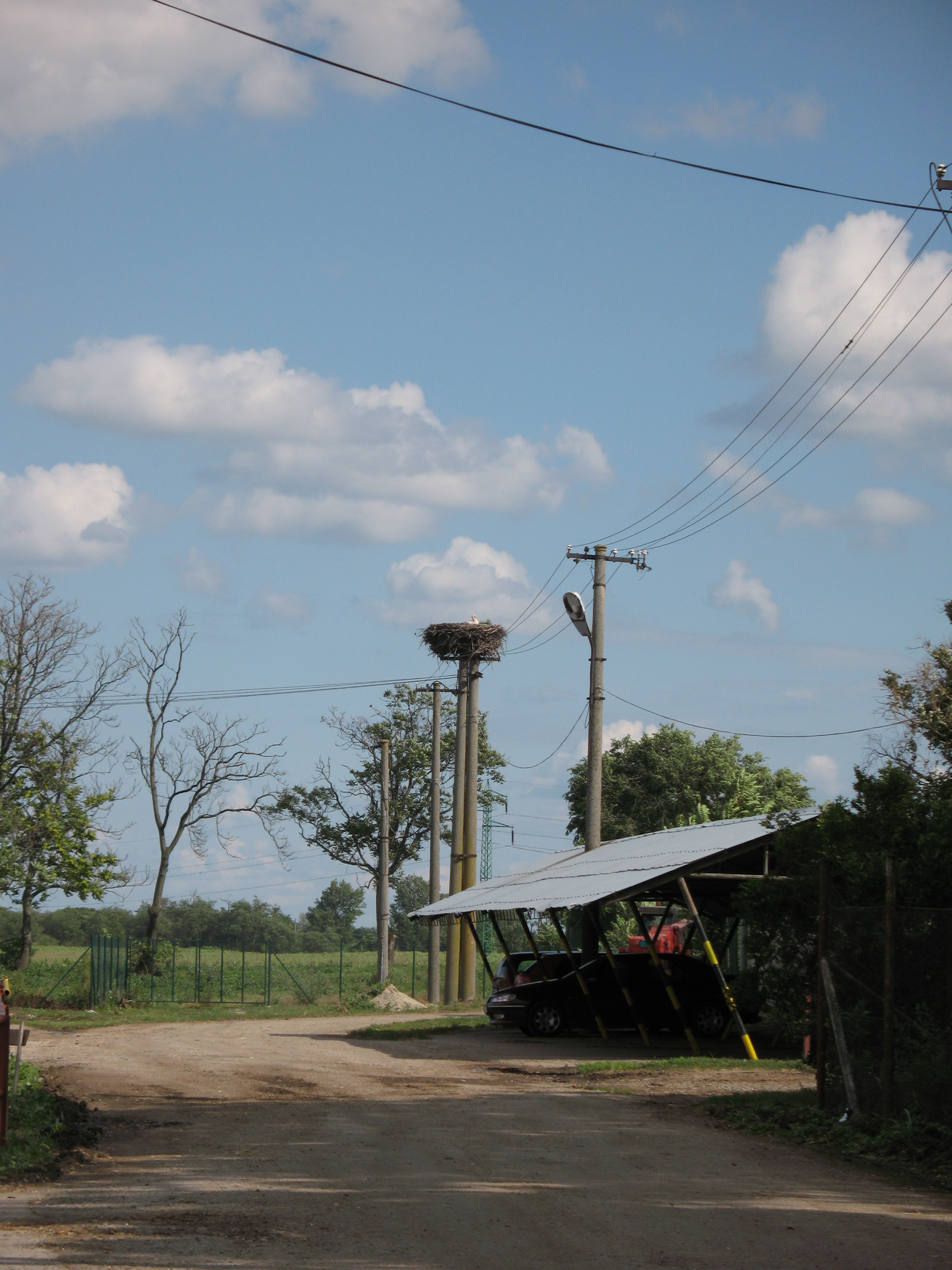
Gólyafészek a JRD (tsz) területén 2012-ben.
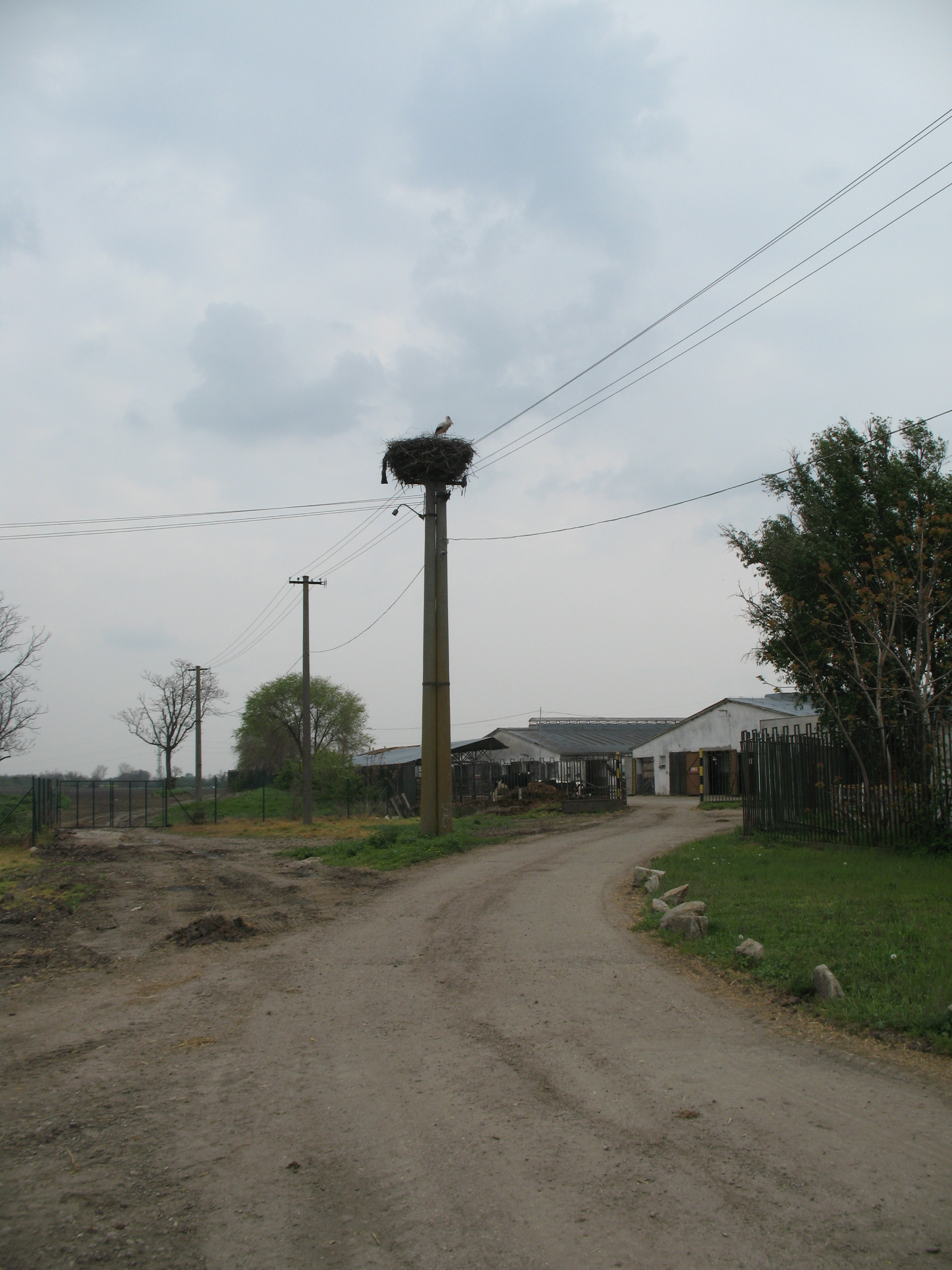
2014
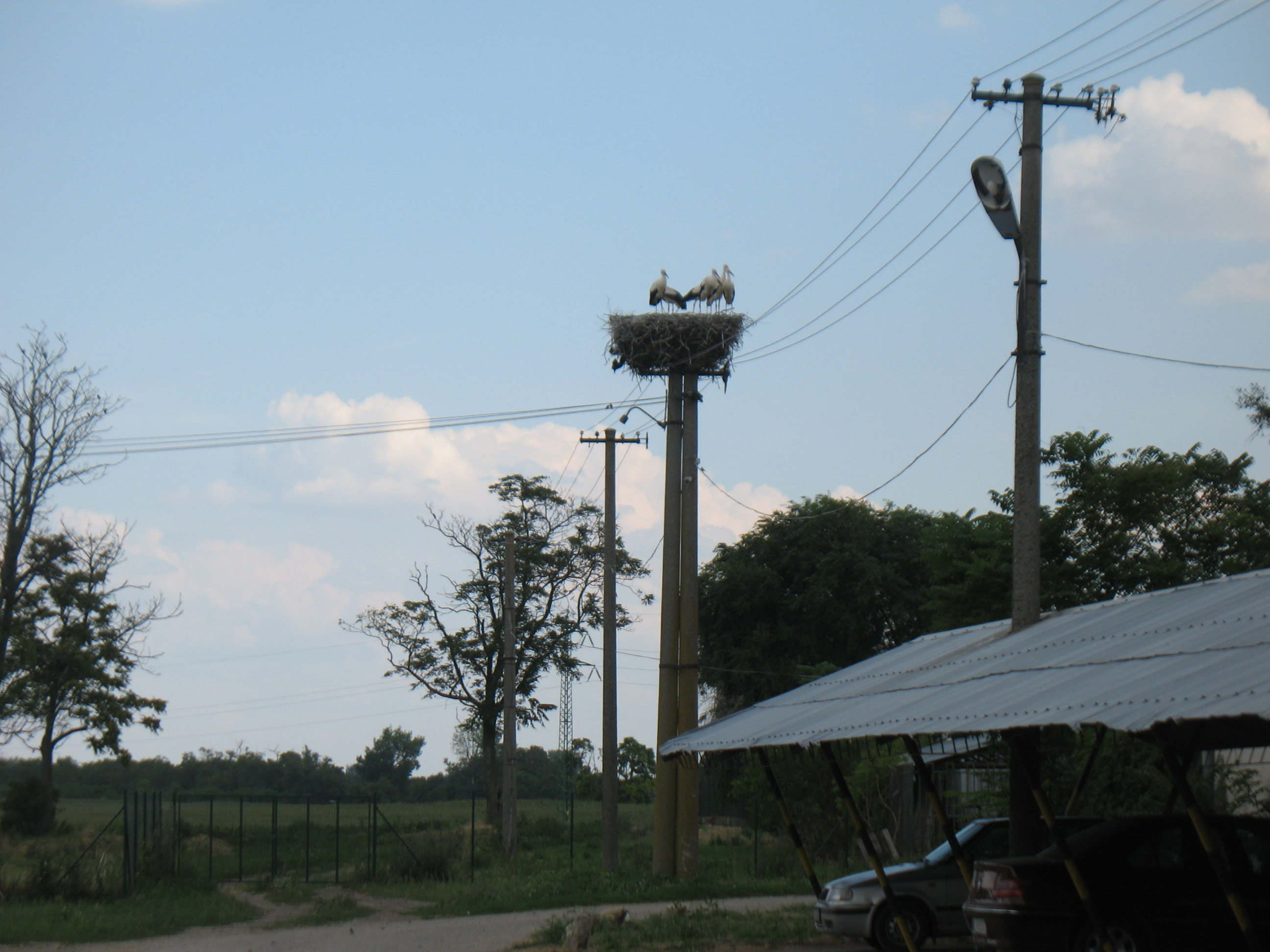
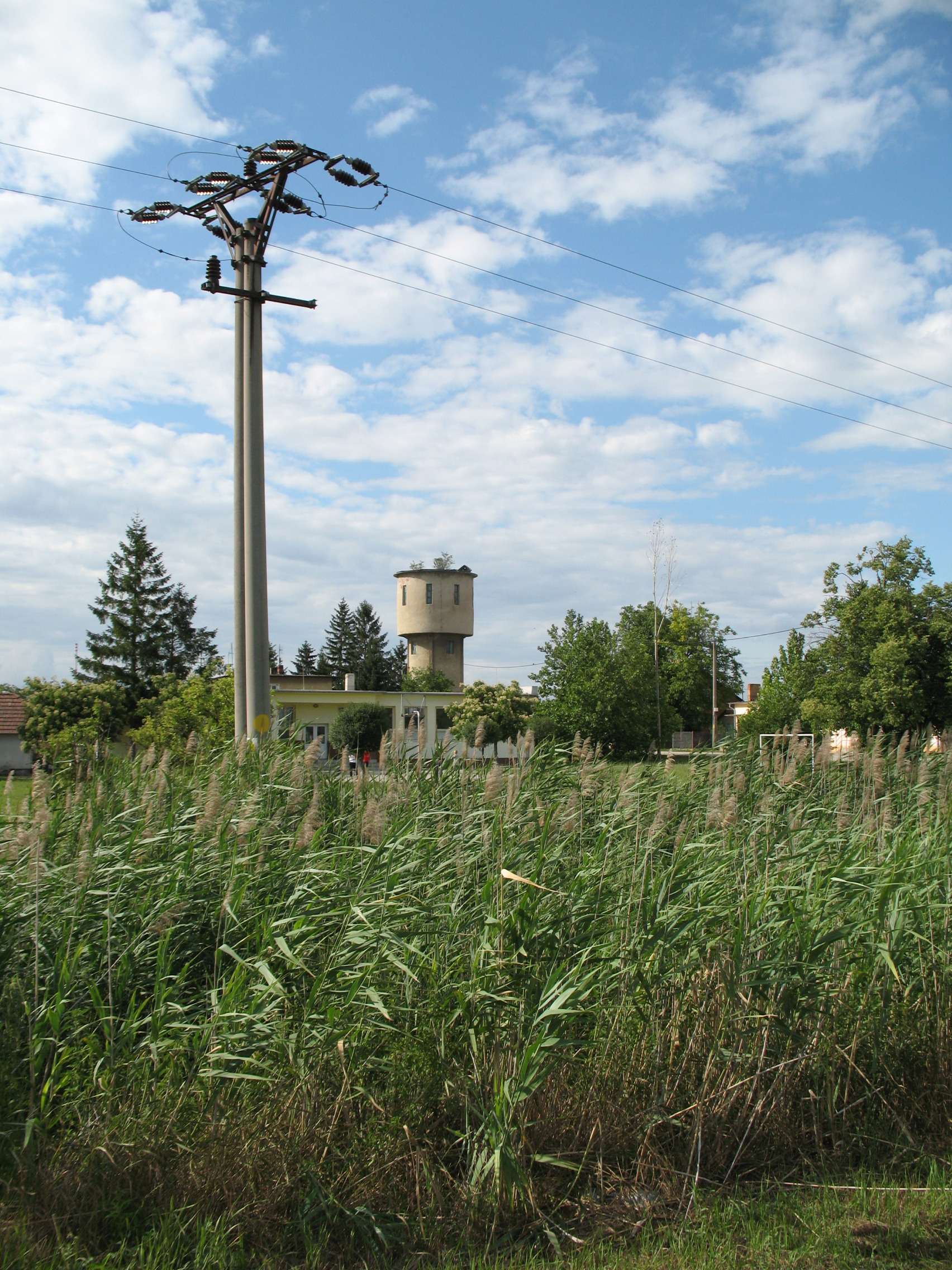
Víztorony

A felsőjattói JRD (tsz) területén legalább tíz évre visszamenőleg fészkel fehér gólya. 2012-ből nincs pontos adat a fiókák számát illetően, 2013-ban 3 fiókát számoltak össze.

## Története
A régészeti leletek tanúsága szerint területén már a korai bronzkorban éltek emberek. 1875-ben a nyitrai kultúra három csontvázas sírját tárták fel határában az i. e. 1800 és 1500 közötti időből. A település melletti Remízka dűlőben az i. e. 700–450 közötti időszakból származó hallstatt kori település hamvasztásos sírjai kerültek elő. A Vág bal parti teraszán, 1942-ben a Tornóc és Tardoskedd közötti út építésekor ókori kelta temetőre találtak, s 1951 és 1954 között 40 gazdag, mellékletekkel ellátott kelta sírt tártak fel. A felsőjattói majortól délkeletre a 9. századtól a 11. századig használt temetőt tártak fel.[forrás?]
A mai települést 1245-ben említik a Hontpázmány nemzetség birtokaként.[forrás?] 1642 és 1945 között az Esterházy család birtoka, a 19. század végén részben a Foudl-Springer családé volt. A 19. század első felében csatolták Tornóchoz.
Fényes Elek szerint „Játó (Felső), puszta, Nyitra vmegyében, Alsó-Játó filial., 203 kath. lak. Szinte igen szép és termékeny puszta, saját postahivatallal és váltással Szered és Érsekujvár közt.”

## Nevezetességei
- Szent László király tiszteletére szentelt római katolikus temploma a 19. században épült klasszicista stílusban.
- A felsőjattói kastély a 17. században épült reneszánsz stílusban, a 19. században átépítették.

## Külső hivatkozások
- Tornóc hivatalos oldala
- Felsőjattó Szlovákia térképén